# Distretto di Neimen
Il distretto di Neimen (內門區S, Nèimén QūP) è un distretto della municipalità di Kaohsiung, situata a Taiwan.